# 대관구지휘자 목록

대관구지휘자의 차량기

이하는 국가사회주의 독일 노동자당(NSDAP)에서 각 지역 대관구 또는 국가대관구 지구당을 관리한 당료인 대관구지휘자(Gauleiters)들의 목록이다.
NSDAP에는 총 44명의 대관구지휘자가 있었으며, 나치 독일이 패망했을 당시 그 중 13명이 자살했다. 8명은 전후 연합군에게 전범으로 처형되었고, 1명은 친위대(SS)에게 살해되었고, 1명은 소련의 포로로 잡혀 있다가 죽었다. 1954년 카를 바흘이 생존 중인 대관구지휘자들 중 최초로 회고록을 발간했는데, 그때까지 여덟 명은 여전히 행방불명 상태였고 3명은 감옥에 수감 중이었으며 10명은 자유인이었다.

## 목록
| 범례           | 범례         | 범례               |
| -------------- | ------------ | ------------------ |
| 징역 후 자유인 | 징역 중 옥사 | 자살               |
| 처형 또는 암살 | 작전 중 사망 | 자연사 또는 사고사 |
| 생사불명       |              |                    |

| 성명                     | 관할 대관구                    | 재임기간                    | 비고                                                                        |
| ------------------------ | ------------------------------ | --------------------------- | --------------------------------------------------------------------------- |
| 헤르베르트 알브레히트    | 메클렌부르크 대관구            | 1930년–1931년               | 1945년 6월 사망                                                             |
| 카를 벤츠                | 헤센다름슈타트 대관구          | 1932년–1933년               |                                                                             |
| 에른스트 빌헬름 뵐레     | NSDAP/AO                       | 1933년–1945년               | 1949년까지 수감, 1960년 서독에서 사망.                                      |
| 프리츠 브라히트          | 오버슐레지엔 대관구            | 1941년–1945년               | 1945년 5월 자살                                                             |
| 요제프 뷔르켈            | 라인팔츠 대관구                | 1926년–1935년               | 1944년 9월 사망                                                             |
| 요제프 뷔르켈            | 자를란트 대관구                | 1933년–1935년               | 1944년 9월 사망                                                             |
| 요제프 뷔르켈            | 빈 대관구                      | 1939년–1940년               | 1944년 9월 사망                                                             |
| 요제프 뷔르켈            | 팔츠자르 대관구                | 1935년–1944년               | 1944년 9월 사망                                                             |
| 헬무트 브뤼크너          | 슐레지엔 대관구                | 1925년–1934년               | 1951년 또는 1954년 소련의 포로로 사망                                       |
| 발터 폰 코르슈반트       | 포메른 대관구                  | 1928년–1931년               | 1942년 사망                                                                 |
| 레옹 디그렐              | 발로니엔 대관구                | 1944년–1945년               | 1945년 스페인으로 탈출, 1994년 거기서 사망                                  |
| 아르투어 딘터            | 튀링겐 대관구                  | 1925년–1927년               | 1948년 사망                                                                 |
| 아우구스트 아이그루버    | 오버도나우 국가대관구          | 1939년–1945년               | 1947년 5월 바이에른에서 처형                                                |
| 요아힘 알브레히트 에겔링 | 마그데부르크안할트 대관구      | 1935년–1937년               | 1945년 4월 자살                                                             |
| 요아힘 알브레히트 에겔링 | 할레메르제부르크 대관구        | 1938년–1945년               | 1945년 4월 자살                                                             |
| 오토 에르버슈도플러      | 니더바이에른 대관구            | 1929–1932                   | 1981년 서독에서 사망                                                        |
| 발터 에른스트            | 할레메르제부르크 대관구        | 1925년–1926년               | 1945년 3월 작전 중 사망                                                     |
| 프리드리히 카를 플로리안 | 뒤셀도르프 대관구              | 1929년–1945년               | 1951년까지 수감. 1975년 서독에서 사망                                       |
| 알베르트 포어슈터        | 단치히-서프로이센 국가대관구   | 1930년–1945년               | 1952년 폴란드에서 처형                                                      |
| 페터 게마인더            | 헤센다름슈타트 대관구          | 1931년                      | 1931년 사망                                                                 |
| 카를 게를란트            | 쿠르헤센 대관구                | 1944년–1945년 (권한대행)    | 1945년 4월 작전 중 사망                                                     |
| 파울 기슬러              | 남베스트팔렌 대관구            | 1941년–1943년               | 1945년 5월 자살                                                             |
| 파울 기슬러              | 뮌헨-오버바이에른 대관구       | 1944년–1945년               | 1945년 5월 자살                                                             |
| 요제프 괴벨스            | 베를린-브란덴부르크 대관구     | 1926년–1929년               | 1945년 5월 베를린에서 자살                                                  |
| 요제프 괴벨스            | 베를린 대관구                  | 1929년–1945년               | 1945년 5월 베를린에서 자살                                                  |
| 오딜로 글로보크니크      | 빈 국가대관구                  | 1938년–1939년               | 1945년 5월 영국의 포로가 된 뒤 자살                                         |
| 아르투어 그라이서        | 바르텔란트 국가대관구          | 1939년–1945년               | 1946년 폴란드에서 처형                                                      |
| 빌헬름 그림              | 미텔프랑켄 대관구              | 1928년                      |                                                                             |
| 요제프 그로헤            | 쾰른-아헨 대관구               | 1931년–1945년               | 1950년까지 수감, 1987년 서독에서 사망                                       |
| 안톤 하셀마이어          | 남헤센-나사우 대관구           | 1925년–1926년               |                                                                             |
| 하인츠 하케              | 남라인란트 대관구              | 1925년                      | 1945년 영국의 포로가 되어 사망                                              |
| 루돌프 하세              | 남하노버 대관구                | 1927년–1928년               | 1972년 서독에서 사망                                                        |
| 카를 항케                | 니더슐레지엔 대관구            | 1941년–1945년               | 체코군에게 잡혀 죽음                                                        |
| 오토 헬무트              | 운터프랑켄 대관구              | 1928년–1945년               | 1955년까지 수감. 1968년 서독에서 자살                                       |
| 콘라트 헤늘라인          | 주데텐란트 국가대관구          | 1939년–1945년               | 1945년 5월 미군의 포로로 잡혀 있다가 자살                                   |
| 프리드리히 힐데브란트    | 메클렌부르크 대관구            | 1925년–1930년 1931년–1945년 | 1948년 11월 바이에른에서 처형됨                                             |
| 파울 힝클러              | 할레-메르제부르크 대관구       | 1926년–1930년               | 1945년 4월 자살                                                             |
| 프란츠 호퍼              | 티롤 국가대관구                | 1932년–1933년               | 1948년까지 수감, 1975년 서독에서 사망                                       |
| 프란츠 호퍼              | 티롤-포어아를베르크 국가대관구 | 1938년–1945년               | 1948년까지 수감, 1975년 서독에서 사망                                       |
| 알베르트 호프만          | 남베스트팔렌 대관구            | 1943년–1945년               | 1945년 4월 자살                                                             |
| 파울 호프만              | 마그데부르크-안할트 대관구     | 1933년                      |                                                                             |
| 한스알베르트 호은펠트    | 단치히-서프로이센 국가대관구   | 1926년–1928년               |                                                                             |
| 에밀 홀츠                | 브란덴부르크 대관구            | 1929년–1930년               |                                                                             |
| 카를 홀츠                | 프랑켄 대관구                  | 1942년–1945년               | 1945년 4월 사망. 사망원인 불명                                              |
| 루돌프 요르단            | 할레-메르제부르크 대관구       | 1930년–1937년               | 1955년까지 소련의 포로신세. 1988년 서독에서 사망                            |
| 루돌프 요르단            | 마그데부르크-안할트 대관구     | 1938년–1945년               | 1955년까지 소련의 포로신세. 1988년 서독에서 사망                            |
| 후고 유리                | 니더도나우 국가대관구          | 1939년–1945년               | 1945년 5월 자살                                                             |
| 빌헬름 카르펜슈타인      | 포메른 대관구                  | 1931년–1934년               | 1968년 서독에서 사망                                                        |
| 카를 카우프만            | 북라인란트 대관구              | 1925년–1926년               | 1953년까지 간헐적 수감. 1969년 서독에서 사망                                |
| 카를 카우프만            | 루르 대관구                    | 1926년–1929년               | 1953년까지 간헐적 수감. 1969년 서독에서 사망                                |
| 카를 카우프만            | 함부르크 대관구                | 1929년–1945년               | 1953년까지 간헐적 수감. 1969년 서독에서 사망                                |
| 요제프 클란트            | 함부르크 대관구                | 1925년–1926년               | 1927년 사망                                                                 |
| 후베르트 클라우스너      | 케른텐 국가대관구              | 1939년–1940년               | 1939년 사망                                                                 |
| 에리히 코흐              | 동프로이센 대관구              | 1928년–1945년               | 1986년 폴란드에서 옥사                                                      |
| 알베르트 크렙스          | 함부르크 대관구                | 1927년–1928년               | 1974년 서독에서 사망                                                        |
| 빌헬름 쿠베              | 동부변경 대관구                | 1928년–1933년               | 1943년 9월 소련 파르티잔이 암살                                             |
| 빌헬름 쿠베              | 쿠르마르크 대관구              | 1928년–1933년               | 1933년–1936년                                                               |
| 프란츠 쿠츠셰라          | 케른텐 국가대관구              | 1940년–1941년               | 1944년 2월 폴란드 저항운동가들에게 처형                                     |
| 하르트만 라우터바허      | 남하노버-브라운슈바이크 대관구 | 1940년–1945년               | 1948년 탈옥. 1988년 서독에서 사망                                           |
| 로베르트 라이            | 남라인란트 대관구              | 1925년–1931년               | 뉘른베르크 재판에 기소되지만 공판이 시작되기 전에 1945년 10월 감옥에서 자살 |
| 빌헬름 프리드리히 뢰퍼   | 마그데부르크-안할트 대관구     | 1927년–1933년 1934년–1935년 | 1935년 사망                                                                 |
| 힌리히 로제              | 함부르크 대관구                | 1928년–1929년               | 1951년까지 수감. 1964년 서독에서 사망                                       |
| 힌리히 로제              | 슐레스비히-홀슈타인 대관구     | 1925년–1945년               | 1951년까지 수감. 1964년 서독에서 사망                                       |
| 발터 마스                | 단치히-서프로이센 국가대관구   | 1928년–1930년               |                                                                             |
| 프란츠 마이어호퍼        | 오버팔츠 대관구                | 1929년–1932년               | 1943년 8월 작전 중 사망                                                     |
| 프리드리히 멩거링하우젠  | 헤센-다름슈타트 대관구         | 1927년–1931년               |                                                                             |
| 알프레트 마이어          | 북베스트팔렌 대관구            | 1932년–1945년               | 1945년 4월 자살                                                             |
| 오이겐 문더              | 뷔르템베르크-호엔촐레른 대관구 | 1925년–1928년               | 1952년 사망                                                                 |
| 빌헬름 무어              | 뷔르템베르크-호엔촐레른 대관구 | 1928년–1945년               | 1945년 5월 프랑스의 포로로 잡혀 있다가 자살                                 |
| 마르틴 무츠슈만          | 작센 대관구                    | 1925년–1945년               | 1947년 2월 소련에 처형                                                      |
| 한스 닐란트              | NSDAP/AO                       | 1930년–1933년               | 1948년까지 수감. 1976년 서독에서 사망                                       |
| 프란츠 페퍼 폰 잘로몬    | 베스트팔렌 대관구              | 1925년–1926년               | 1968년 서독에서 사망                                                        |
| 프리드리히 라이너        | 잘츠부르크 국가대관구          | 1939년–1941년               | 1947년 7월 유고슬라비아에 처형                                              |
| 프리드리히 라이너        | 케른텐 국가대관구              | 1942년–1944년               | 1947년 7월 유고슬라비아에 처형                                              |
| 프리츠 라인하르트        | 니더바이에른 대관구            | 1928년–1930년               | 1950년까지 수감, 1969년 서독에서 사망                                       |
| 카를 뢰퍼                | 베저-엠스 대관구               | 1929년–1942년               | 1942년 사망                                                                 |
| 루트비히 루크데셸        | 바이에른 동부변경 대관구       | 1945년                      | 1952년까지 수감. 1986년 서독에서 사망                                       |
| 베른하르트 루슈트        | 북하노버 대관구                | 1925년–1928년               | 1945년 5월 자살                                                             |
| 베른하르트 루슈트        | 남하노버-브라운슈바이크 대관구 | 1928년–1940년               | 1945년 5월 자살                                                             |
| 프리츠 자우켈            | 튀링겐 대관구                  | 1927년–1945년               | 뉘른베르크 재판에서 유죄 선고받고 1946년 10월 처형                          |
| 구스타프 아돌프 셸       | 잘츠부르크 국가대관구          | 1941년–1945년               | 1953년까지 수감. 1979년 서독에서 사망                                       |
| 한스 솀                  | 오버프랑켄 대관구              | 1928년–1933년               | 1935년 3월 비행기 추락으로 입은 부상 악화로 사망                            |
| 한스 솀                  | 바이에른 동부변경 대관구       | 1933년–1935년               | 1935년 3월 비행기 추락으로 입은 부상 악화로 사망                            |
| 브루노 구스타프 셰어비츠 | 동프로이센 대관구              | 1925년–1927년               |                                                                             |
| 발두어 폰 시라흐         | 빈 국가대관구                  | 1940년–1945년               | 뉘른베르크 재판에서 유죄 선고받고 20년 복역. 1974년 서독에서 사망           |
| 에른스트 슐랑게          | 베를린-브란덴부르크 대관구     | 1925년–1926년               | 1947년 소련의 포로로 있던 중 사망                                           |
| 에른스트 슐랑게          | 브란덴부르크 대관구            | 1930년–1933년               | 1947년 소련의 포로로 있던 중 사망                                           |
| 프리츠 슐레스만          | 에센 대관구                    | 1940년–1945년 (권한대행)    | 1950년까지 수감. 1964년 서독에서 사망                                       |
| 구스타프 헤르만 슈미슈케 | 마그데부르크-안할트 대관구     | 1925년–1928년               |                                                                             |
| 발터 슐체                | 쿠르헤센 대관구                | 1926년–1927년               | 1979년 서독에서 사망                                                        |
| 발터 슐체                | 남헤센-나사우 대관구           | 1926년–1927년               | 1979년 서독에서 사망                                                        |
| 프란츠 슈베데            | 포메른 대관구                  | 1935–1945                   | 1956년까지 수감. 1960년 서독에서 사망                                       |
| 구스타프 지몬            | 모젤란트 대관구                | 1931년–1945년               | 영국군에 포로로 잡힘. 1945년 12월 감옥에서 목맨 시체로 발견                 |
| 야코프 슈프렝거          | 남헤센-나사우 대관구           | 1927년–1933년               | 1945년 5월 자살                                                             |
| 야코프 슈프렝거          | 헤센-나사우 대관구             | 1933년–1945년               | 1945년 5월 자살                                                             |
| 빌리 슈퇴어              | 팔츠자르 대관구                | 1944년–1945년               | 캐나다로 도피                                                               |
| 그레고어 슈트라서        | 니더바이에른-오버팔츠 대관구   | 1925년–1929년               | 1934년 장검의 밤때 살해됨                                                   |
| 율리우스 슈트라이허      | 프랑켄 대관구                  | 1929년–1940년               | 뉘른베르크 재판에서 유죄 선고받고 1946년 10월 처형                          |
| 에밀 슈튀어츠            | 쿠르마르크 대관구              | 1939년–1945년               | 1945년 4월 이후 행방불명. 사망한 것으로 간주                                |
| 오토 텔쇼프              | 뤼네부르크-슈타데 대관구       | 1925년–1928년               | 영국군에 포로로 잡힘. 1945년 5월 자살                                       |
| 오토 텔쇼프              | 동하노버 대관구                | 1925년–1945년               | 영국군에 포로로 잡힘. 1945년 5월 자살                                       |
| 요제프 테르보펜          | 에센 대관구                    | 1928년–1945년               | 1945년 5월 노르웨이에서 자살                                                |
| 테오도어 파흘렌          | 포메른 대관구                  | 1925년–1927년               | 1945년 체코슬로바키아에서 사망                                              |
| 지크프리트 위버라이터    | 슈타이어마르크 국가대관구      | 1939년–1945년               | 1948년 탈옥. 아마도 1984년 서독에서 사망(?)                                 |
| 프리츠 베흐틀러          | 바이에른 동부변경 대관구       | 1935년–1945년               | 1945년 4월 SS에게 처형                                                      |
| 아돌프 바그너            | 뮌헨-오버바이에른 대관구       | 1933년–1944년               | 1944년 4월 사망                                                             |
| 요제프 바그너            | 루르 대관구                    | 1929년–1931년               | 1945년 5월 SS 또는 소련군에게 죽음                                          |
| 요제프 바그너            | 슐레지엔 대관구                | 1934년–1940년               | 1945년 5월 SS 또는 소련군에게 죽음                                          |
| 요제프 바그너            | 남베스트팔렌 대관구            | 1932–1941                   | 1945년 5월 SS 또는 소련군에게 죽음                                          |
| 로베르트 하인리히 바그너 | 바덴 대관구                    | 1925년–1945년               | 1946년 10월 프랑스에서 처형                                                 |
| 카를 바흘                | 슈바벤 대관구                  | 1928년–1945년               | 1948년까지 수감. 1981년 서독에서 사망                                       |
| 파울 베게너              | 베저-엠스 대관구               | 1942년–1945년               | 1951년까지 수감. 1993년 통일 독일에서 사망.                                 |
| 카를 바인리히            | 쿠르헤센 대관구                | 1927년–1943년               | 1950년까지 수감. 1973년 서독에서 사망                                       |
| 제프 반 드 비엘레        | 플란던 국가대관구              | 1944년–1945년               | 17년간 수감. 1979년 벨기에에서 사망                                         |
| 한스 치머만              | 프랑켄 대관구                  | 1940년–1941년               | 1984년 서독에서 사망                                                        |

## 참고 문헌
1. ↑  “Es ist das deutsche Herz” [It is the German heart]. 《spiegel.de》 (독일어). Der Spiegel. 1954년 12월 22일. 2016년 3월 26일에 확인함.
2. ↑  “Bürckel, Josef”. 《verwaltungshandbuch.bayerische-landesbibliothek-online.de》 (독일어). Bayerische Landesbibliothek. 2016년 4월 20일에 확인함.
3. ↑  “NS-Zeit 1933-45” [Nazi era 1933-45]. 《xn--hndelstadt-halle-vnb.de》 (독일어). 2016년 3월 29일에 확인함.
4. ↑  Anna Rosmus: Hitlers Nibelungen, Samples Grafenau 2015, pp. 60f
5. ↑  “ZEITGESCHICHTE / NATIONALSOZIALISTEN” [History/Nazis]. 《spiegel.de》 (독일어). Der Spiegel. 1967년 5월 8일. 2016년 3월 26일에 확인함.
6. ↑  “Giesler, Paul”. 《verwaltungshandbuch.bayerische-landesbibliothek-online.de》 (독일어). Bayerische Landesbibliothek. 2016년 4월 20일에 확인함.
7. ↑  “Goebbels, Paul Joseph”. 《deutsche-biographie.de》 (독일어). Bavarian State Library. 2016년 3월 26일에 확인함.
8. ↑  “Hellmuth, Otto”. 《verwaltungshandbuch.bayerische-landesbibliothek-online.de》 (독일어). Bayerische Landesbibliothek. 2016년 4월 20일에 확인함.
9. ↑  “Holz, Karl”. 《verwaltungshandbuch.bayerische-landesbibliothek-online.de》 (독일어). Bayerische Landesbibliothek. 2016년 4월 20일에 확인함.
10. ↑  “Jordan, Rudolf”. 《uni-magdeburg.de》 (독일어). University of Magdeburg. 2016년 3월 29일에 확인함.
11. ↑  “Die Legende vom "guten Gauleiter"” [The legend of the "good Gauleiter"]. 《ndr.de》 (독일어). Norddeutscher Rundfunk. 2011년 4월 8일. 2016년 3월 29일에 확인함.[깨진 링크(과거 내용 찾기)]
12. ↑  “Lohse, Hinrich”. 《deutsche-biographie.de》 (독일어). Bavarian State Library. 2016년 3월 26일에 확인함.
13. ↑  “Ruckdeschel, Ludwig”. 《verwaltungshandbuch.bayerische-landesbibliothek-online.de》 (독일어). Bayerische Landesbibliothek. 2016년 4월 20일에 확인함.
14. ↑  “Schemm, Hans”. 《verwaltungshandbuch.bayerische-landesbibliothek-online.de》 (독일어). Bayerische Landesbibliothek. 2016년 4월 20일에 확인함.
15. ↑  “Stöhr, Willi”. 《verwaltungshandbuch.bayerische-landesbibliothek-online.de》 (독일어). Bayerische Landesbibliothek. 2016년 4월 20일에 확인함.
16. ↑  “Streicher, Julius”. 《verwaltungshandbuch.bayerische-landesbibliothek-online.de》 (독일어). Bayerische Landesbibliothek. 2016년 4월 20일에 확인함.
17. ↑  “Josef Terboven (1898-1945)”. 《historisches-centrum.de》 (독일어). Historisches Centrum Hagen. 2016년 3월 26일에 확인함.
18. ↑  “Wächtler, Fritz”. 《verwaltungshandbuch.bayerische-landesbibliothek-online.de》 (독일어). Bayerische Landesbibliothek. 2016년 4월 20일에 확인함.
19. ↑  “ROBERT WAGNER, GAULEITER, REICHSSTATTHALTER IN BADEN UND CHEF DER ZIVILVERWALTUNG IM ELSASS” [Robert Wagner, Gauleiter, Reichsstatthalter in Baden and chief of the civil administration of Alsace]. 《ns-ministerien-bw.de》 (독일어). 2014년 12월 12일. 2016년 3월 24일에 확인함.
20. ↑  “Wahl, Karl”. 《verwaltungshandbuch.bayerische-landesbibliothek-online.de》 (독일어). Bayerische Landesbibliothek. 2016년 4월 20일에 확인함.
21. ↑  “Zimmermann, Hans”. 《verwaltungshandbuch.bayerische-landesbibliothek-online.de》 (독일어). Bayerische Landesbibliothek. 2016년 4월 20일에 확인함.

- Miller, Michael D. and Schulz, Andreas (2012). Gauleiter: The Regional Leaders Of The Nazi Party And Their Deputies, 1925-1945 (Herbert Albreacht-H. Wilhelm Huttmann)-Volume 1, R. James Bender Publishing. ISBN 978-1932970210
- Westermann, Großer Atlas zur Weltgeschichte